# Royaume-Uni au Concours Eurovision de la chanson 1966
Le Royaume-Uni a participé au Concours Eurovision de la chanson 1966 à Luxembourg, au Grand-Duché de Luxembourg. C'est la 9e participation du Royaume-Uni au Concours Eurovision de la chanson.
La chanson A Man Without Love chantée par Kenneth McKellar a été sélectionnée lors d'une finale nationale, dans l’émission A Song for Europe organisée par la BBC.

## A Song for Europe 1966
La finale a eu lieu le 27 janvier 1966 et présenté par David Jacobs.

### Finale
- Diffusé sur BBC Television le 27 janvier 1966

| Artiste                                          | Chanson                   | Place |
| ------------------------------------------------ | ------------------------- | ----- |
| Kenneth McKellar                                 | Country Girl              | 2     |
| Kenneth McKellar                                 | As Long As The Sun Shines | 3     |
| Kenneth McKellar                                 | Comes The Time            | 4     |
| Kenneth McKellar                                 | A Touch Of The Tartan     | 5     |
| Kenneth McKellar                                 | A Man Without Love        | 1     |
| Le tableau suit l'ordre de passage des chansons. |                           |       |

A Man Without Love a remporté la finale nationale et a terminé deuxième du concours.

## À l'Eurovision
Le Royaume-Uni était le 18e pays lors de la soirée du concours, après l'Irlande. À l'issue du vote, le Royaume-Uni a reçu 8 points, se classant 9e sur 18 pays. Il faudrait attendre jusqu'en 1978 pour que le Royaume-Uni ne termine pas dans la première moitié du tableau.

### Points attribués au Royaume-Uni
| 10 points | 9 points | 8 points     | 7 points | 6 points |
| --------- | -------- | ------------ | -------- | -------- |
|           |          |              |          |          |
| 5 points  | 4 points | 3 points     | 2 points | 1 point  |
| - Irlande |          | - Luxembourg |          |          |

### Points attribués par le Royaume-Uni
| 5 points | Yougoslavie |
| 3 points | Espagne     |
| 1 point  | Italie      |